# Bzianka (Krosno)
Pour les articles homonymes, voir Bzianka.
Bzianka est une localité polonaise de la gmina de Rymanów, située dans le powiat de Krosno en voïvodie des Basses-Carpates.